# Миколай (Шкрумко)
Митрополит Миколай (у миру Микола Якович Шкрумко; 22 травня 1927, село Кізя, Кам'янець-Подільський район, Хмельницька область, УРСР — 3 червня 2015, Іжевськ) — єпископ Російської православної церкви, колишній митрополит Іжевський і Удмуртійський (1993—2015).
Тезоіменитство — 27 липня (9 серпня) (Блаженного Миколая Кочанова, Христа заради юродивого).

## Біографія
Народився у селі Кізя (Кам'янець-Подільський район, Хмельницька область) у селянській родині Якова Захаровича Шкрумко. Його батьки були релігійними людьми (його мати пізніше постриглася в монашество). Ще хлопчиком він почав прислуговувати в храмі. Під час війни, рятуючись від голоду, він недовгий час жив в Почаївській лаврі, де один із старців прорік йому, що в майбутньому він стане ченцем цієї обителі. Після закінчення школи прислужував у Вознесенському храмі в рідному селі. 22 березня 1948 року був заарештований по дорозі в церкву за релігійні переконання і як син депортованих батьків-українців, засланий на 8 років у Карело-Фінську РСР, де працював в ліспромгоспах (станція Енозеро, Пічна Губа, станція Комора) і на слюдяних розробках (станція Чупа, копальня Вуат-Варовка). Звільнений достроково у 1953 році. Останній рік перед звільненням працював слюсарем на будівництві МВС міста Петрозаводська. З тим, у Петрозаводську він таємно відвідував Крестовоздвиженський кафедральний собор (йому це було заборонено), де його примітив настоятель (згодом єпископ Пермський Никон Фомічьов) і добився відміни встановленої заборони. З 1953 року співав у хорі, був читцем та іподияконом у Крестовоздвиженском соборі міста Петрозаводська (Олонецька єпархія). У тому ж році поступив у Ленінградську духовну семінарію, але стаття, за якою він відбував ув'язнення, не давала йому можливості жити в семінарії — тільки за 101-м кілометром. Щоб вчитися, йому довелося жити на вокзалі. «Змучився, вічно спати хотів. І так цілий рік. Семінарії не закінчив», — як потім згадував владика Миколай.  
13 листопада 1954 року прийняв чернечий постриг з нареченням імені Микола, на честь блаженного Миколая Кочанова, Новгородського. 21 листопада 1954 року рукоположений в ієродиякона митрополитом Ленінградським і Новгородським Григорієм (Чуковим) та призначений у храм святих апостолів Петра і Павла міста Валдай (Новгородська єпархія). Владика згадував, що це йому далося не просто і що в цьому йому допоміг начальник паспортного столу, віруюча людина. Чиновник, ризикуючи своїм статусом і свободою, запропонував інсценувати втрату паспорта і на підставі довідки, отриманої в міліції, виписав майбутньому владиці новий паспорт, де не було ніяких відміток про судимість і обмеження місця проживання. З 1956 по 1960 рік служив на приходах Калінінської єпархії; з 1960 по 1968 рік — у Преображенському кафедральному соборі в місті Іваново; з 1966 по 1968 рік виконував обов'язки секретаря Івановського єпархіального управління. З 1968 року служив у Тульській єпархії, діаконом у храмі преподобного Сергія Радонежського міста Плавськ (Тульська область, з 1969 року — штатний диякон храму Святих Дванадцяти Апостолів міста Тула.11 травня 1969 року єпископом Тульським і Белевским Ювеналієм (Поярковим) рукоположений в ієромонаха з призначенням у Всехсвятский кафедральний собор в місті Тула, де відзначався ревними відношенням до богослужінь і проповіддю. У 1970 році заочно закінчив Московську духовну семінарію; у 1973 — Московську духовну академію з присудженням вченого ступеня кандидата богослов'я за твір по кафедрі церковного права «Професор В. Н. Бенешевич і його праці по церковному праву». 13 лютого 1973 року постановою патріарха Пімена та Священного Синоду призначений членом Російської Духовної Місії в Єрусалимі, 26 грудня 1974 року — заступником начальника Місії із зведенням у сан ігумена, 22 липня 1977 року — начальником Російської Духовної Місії в Єрусалимі із зведенням у сан архімандрита. У його обов'язки входило окормлення усього близькосхідного регіону: Сирія, Ліван та Ірак. На престольне свято в храмі Пророка Ілії на Голанських висотах народ дуже гучно і привітно зустрічав російського архімандрита. 16 липня 1982 року був звільнений від обов'язків начальника Російської духовної місії в Єрусалимі у зв'язку із закінченням терміну відрядження. У 1982—1985 роки — намісник Почаївської лаври (Тернопільська область).

### Архієрейство
21 липня 1985 року у Богоявленском соборі Москви архімандрита Миколая хіротонісали в єпископа Звенигородського та призначили представником Патріарха Московського при Патріарху Антиохійському в Дамаску (Сирія). З 23 березня 1987 року — єпископ Орєхово-Зуєвський, керуючий Патріаршими приходами в Канаді. 20 травня 1987 року був зведений в сан архієпископа. У владики завжди були хороші стосунки з ієрархами Російської православної церкви закордоном. Він був добре знайомий з митрополитом Східно-американським і Нью-йоркським Лавром. 17 квітня 1991 року владика був реабілітований прокуратурою Хмельницької області України. З 31 січня 1991 року — архієпископ Владивостокський і Приморський. Тоді новостворена Владивостокська єпархія була в жалюгідному стані. 29 березня владика прибув у Владивосток, 31 березня здійснював перше урочисте
богослужіння у Свято-Микільському храмі міста, а 1 квітня відправився в поїздку по приходах єпархії. Впродовж року (з весни 1991 до весни 1992 року) зусиллями архієпископа Миколая в Примор'ї було відкрито 8 нових приходів, будувалися 3 нових храми, йшли ремонт і реставрація старих храмів. У більшості приходів почали діяти недільні школи для дітей і дорослих. Церкві була повернута будівля житлового корпусу зі вбудованою домовою церквою, які раніше належали Південно-Уссурійському Різдва-Богородицькому монастирю біля міста Уссурійськ. Була виділена ділянка землі в центрі Владивостока для будівництва нового кафедрального собору і створення меморіального Покровского парку. Також, велася підготовка до відкриття в місті духовній семінарії. Архієпископ Миколай докладав особливих праць і великої напруги сил для здійснення даних проектів. Крім цього, на початку 1992 року він просив благословіння Московського патріарха Алексія II на оголошення голодовки з вимогою повернути єпархії будівлю колишньої духовній консисторії (будівля була повернена). 12 серпня 1992 року був звільнений на спокій за станом здоров'я. 
З 25 березня 1993 року — архієпископ Іжевський і Удмуртійський. У 2-ій половині 1996 року був тимчасовим членом Священного Синоду Російської Православної Церкви. 17 липня 2002 року Священний Синод розглянувши прохання про звільнення його на спокій, згідно із Статутом Російської Православної Церкви, у зв'язку з настанням 75-річчя. Але Синод ухвалив просити його продовжити архіпастирське служіння в Іжевській єпархії. Владика займався пошуком таємного поховання свого попередника на Іжевській кафедрі — архієпископа Ювеналія (Кіліна) († 28 грудня 1958 року), для чого почав ремонт Троїцького собору; на початку травня 2003 року оголосив про нетлінність віднайдених його мощей. 25 лютого 2007 року наказом Патріарха Алексія II зведений у сан митрополита. У червня 2008 року не прибув на Архієрейський собор Російської православної церкви через хворобу. Рішенням Священного Синоду від 25-26 грудня 2013 року призначений головою Удмуртійської митрополії. 5 травня 2015 року Синод задовольнив повторне прохання про почислении на спокій за станом здоров'я та почислив митрополита Миколая на спокій з вираженням вдячності «за 22-х річне архіпастирське окормление Удмуртії, яке відмічене установою нових єпархій, багатократним збільшенням числа приходів, відкриттям монастирів». Місцем перебування владики Синод визначив місто Іжевськ.
Митрополит раптово помер у віці 88 років 3 червня 2015 року у 11:40 ранку в міській лікарні № 6 міст Іжевська. Причиною смерті стало загострення серцево-судинного захворювання, викликане жаркою погодою. 6 червня відбулося поховання, яке в Олександро-Невского кафедральному соборі в місті Іжевську очолив митрополит Іжевський і Удмуртський Вікторин (Костенков) спільно з єпископом Глазовським та Ігринським Віктором (Сергєєвим) і сонмом духовенства Удмуртійської митрополії. Похований на території Олександро-Невского кафедрального собору в Іжевську згідно з його волею.

## Оцінки сучасників
Митрополит Іжевський і Удмуртійський Вікторін (Костенков)
|  | Ті, хто знав владику, згадують, що у богослужінні він був дуже вимогливий і строгий, тому в Удмуртії одні з найкращих прикладів богослужінь і співу. У особистому спілкуванні він любив пожартувати, був по-батьківськи привітний і дбайливий. Владика Миколай міг знайти підхід і тему для розмови з кожною людиною. Практично в усіх викликав почуття трепету. Дуже любив маленьких дітей. Кожного свого візиту на далекі приходи він дарував усім дітям по іконці і, благословляючи, цілував у маківку. |

## Нагороди

### Церковні

#### Російської православної церкви
- Орден преподобного Сергія Радонежського I[11] і II ступенів
- Орден святого рівноапостольного великого князя Володимира II ступеня
- Орден святого благовірного князя Данила Московського II ступеня
- Орден преподобного Серафима Саровського II ступеня

#### Інших помісних православних церков
- Єрусалимська православна церква: Святогробський Хрест усіх 3-х ступенів, медаль на честь 1500-річчя Єрусалимської Патріархії
- Антіохійська православна церква: Орден святого апостола Павла 1-го ступеня, орден Гір Ліванських 2-х ступенів
- Александрійська православна церква, Синайська Православна Церква, Елладська православна церква: орден святого апостола Павла 1-го ступеня, золота медаль святого апостола Павла 1-го ступеня,
- Болгарська православна церква: орден святих рівноапостольних Кирила і Мефодія

### Світські
- Орден Шани (2000) — за великий внесок у зміцнення цивільного світу і відродження духовно-моральних традицій[12]
- Срібна медаль Міністерства юстиції Російської Федерації «За зміцнення кримінально-виконавчої системи»
- Медаль Міністерства юстиції Російської Федерації «В пам'ять 200-річчя Мін'юсту Росії»
- Медаль Міністерства юстиції Російської Федерації «В пам'ять 125-річчя кримінально-виконавчої системи Росії»
- Пам'ятний знак Міністерства юстиції Російської Федерації «120 років кримінально-виконавчої системи Росії»
- Нагрудний знак МНС Росії «За заслуги»
- Пам'ятний знак кримінально-виконавчої системи Міністерства юстиції Російської Федерації
- Пам'ятна медаль Управління виконання покарань Міністерства Юстиції Російської Федерації по Удмуртській Республіці «На честь 60-річчя Перемоги у Великій Вітчизняній війні»
- Нагородний знак-орден «Золотий орден мецената» Міжнародного благодійного фонду «Меценати століття»